# Notomastus latericeus
Notomastus latericeus is een borstelworm uit de familie Capitellidae. Het lichaam van de worm bestaat uit een kop, een cilindrisch, gesegmenteerd lichaam en een staartstukje. De kop bestaat uit een prostomium (gedeelte voor de mondopening) en een peristomium (gedeelte rond de mond).
Notomastus latericeus werd in 1851 voor het eerst wetenschappelijk beschreven door Sars.